# 2023-as U19-es labdarúgó-Európa-bajnokság
A 2023-as U19-es labdarúgó-Európa-bajnokságot Máltán rendezték meg július 3. és 16. között, nyolc csapat részvételével. Ez volt az U19-es Európa-bajnokság 20. kiírása. (A 70., ha az U18-as korszakot is ideszámítjuk.) A címvédő Anglia volt, de mivel nem jutottak ki ebben az évben, így nem védhették meg a címüket. A részvételre a 2004. január 1-je után született játékosok voltak jogosultak.

## Házigazda országok kiválasztása
2021. április 19-én a svájci Montreuxban tartott ülésén nevezte meg házigazdaként Máltát az UEFA Végrehajtó Bizottsága.

## Résztvevők
| Nemzet        | Részvételi jog      | Korábbi részvételek száma (2002 óta) | Legutóbbi részvétel | Legjobb helyezés                                        |
| ------------- | ------------------- | ------------------------------------ | ------------------- | ------------------------------------------------------- |
| Málta         | Rendező             | 1                                    | Először vesz részt  | Először vesz részt                                      |
| Norvégia      | 1. csoport, győztes | 6                                    | 2019                | Csoportkör: 2002, 2003, 2005, 2018, 2019                |
| Olaszország   | 2. csoport, győztes | 9                                    | 2022                | Győztes: 2003                                           |
| Spanyolország | 3. csoport, győztes | 13                                   | 2019                | Győztes: 2002, 2004, 2006, 2007, 2011, 2012, 2015, 2019 |
| Portugália    | 4. csoport, győztes | 12                                   | 2019                | Győztes: 2018                                           |
| Görögország   | 5. csoport, győztes | 7                                    | 2015                | Döntős: 2007, 2012                                      |
| Lengyelország | 6. csoport, győztes | 3                                    | 2006                | Csoportkör: 2004, 2006                                  |
| Izland        | 7. csoport, győztes | 1                                    | Először vesz részt  | Először vesz részt                                      |

## Helyszínek
| Nemzeti Stadion  | Centenary Stadion      | Tony Bezzina Stadion   |                        |                        |                        |
| Férőhely: 16 997 | Férőhely: 3 000        | Férőhely: 2 968        |                        |                        |                        |
|                  |                        |                        |                        |                        |                        |
| Xewkija (Gozo)   | Ta’ Qali Paola Xewkija | Ta’ Qali Paola Xewkija | Ta’ Qali Paola Xewkija | Ta’ Qali Paola Xewkija | Ta’ Qali Paola Xewkija |
| Gozo Stadion     | Ta’ Qali Paola Xewkija | Ta’ Qali Paola Xewkija | Ta’ Qali Paola Xewkija | Ta’ Qali Paola Xewkija | Ta’ Qali Paola Xewkija |
| Férőhely: 1 644  | Ta’ Qali Paola Xewkija | Ta’ Qali Paola Xewkija | Ta’ Qali Paola Xewkija | Ta’ Qali Paola Xewkija | Ta’ Qali Paola Xewkija |
|                  | Ta’ Qali Paola Xewkija | Ta’ Qali Paola Xewkija | Ta’ Qali Paola Xewkija | Ta’ Qali Paola Xewkija | Ta’ Qali Paola Xewkija |

## Csoportkör

### A csoport
| Hely. | Csapat        | M | Gy | D | V | G+ | G– | Gk | P | Továbbjutás              |
| ----- | ------------- | - | -- | - | - | -- | -- | -- | - | ------------------------ |
| 1.    | Portugália    | 3 | 3  | 0 | 0 | 9  | 2  | +7 | 9 | Egyenes kieséses szakasz |
| 2.    | Olaszország   | 3 | 1  | 1 | 1 | 6  | 6  | 0  | 4 | Egyenes kieséses szakasz |
| 3.    | Lengyelország | 3 | 1  | 1 | 1 | 3  | 3  | 0  | 4 |                          |
| 4.    | Málta (R)     | 3 | 0  | 0 | 3 | 1  | 8  | −7 | 0 |                          |

| 2023. július 3. 18:00 |

| Lengyelország | 0–2               | Portugália           |
| ------------- | ----------------- | -------------------- |
|               | (0–1) Jegyzőkönyv | Brás 4' H. Félix 60' |

| Tony Bezzina Stadion, Paola Nézőszám: 772 Játékvezető: Juxhin Xhaja (albán) |

| 2023. július 3. 21:00 |

| Málta | 0–4               | Olaszország                                                                        |
| ----- | ----------------- | ---------------------------------------------------------------------------------- |
|       | (0–2) Jegyzőkönyv | Ndour 19' (11-esből) Esposito 32' (11-esből) D'Andrea 47' Vignato 90+2' (11-esből) |

| Nemzeti Stadion, Ta’ Qali Nézőszám: 3 427 Játékvezető: Yigal Frid (izraeli) |

| 2023. július 6. 18:00 |

| Portugália                                                    | 5–1               | Olaszország |
| ------------------------------------------------------------- | ----------------- | ----------- |
| R. Ribeiro 35' Sá 57' Brás 68' H. Félix 89' Vasconcelos 90+1' | (1–1) Jegyzőkönyv | Lipani 6'   |

| Centenary Stadion, Ta’ Qali Nézőszám: 1328 Játékvezető: Sven Jablonski (német) |

| 2023. július 6. 21:15 |

| Málta | 0–2               | Lengyelország           |
| ----- | ----------------- | ----------------------- |
|       | (0–0) Jegyzőkönyv | Strzałek 59' Pieńko 82' |

| Centenary Stadion, Ta’ Qali Nézőszám: 1618 Játékvezető: Yael Falcón (argentin) |

| 2023. július 9. 18:00 |

| Portugália              | 2–1               | Málta    |
| ----------------------- | ----------------- | -------- |
| Falé 8' Vasconcelos 75' | (1–0) Jegyzőkönyv | Tuma 72' |

| Gozo Stadion, Xewkija Nézőszám: 894 Játékvezető: Joonas Jaanovits (észt) |

| 2023. július 9. 18:00 |

| Olaszország | 1–1               | Lengyelország |
| ----------- | ----------------- | ------------- |
| Hasa 34'    | (1–1) Jegyzőkönyv | Strzałek 8'   |

| Nemzeti Stadion, Ta’ Qali Nézőszám: 1053 Játékvezető: Bogár Gergő (magyar) |

### B csoport
| Hely. | Csapat        | M | Gy | D | V | G+ | G– | Gk | P | Továbbjutás              |
| ----- | ------------- | - | -- | - | - | -- | -- | -- | - | ------------------------ |
| 1.    | Spanyolország | 3 | 2  | 1 | 0 | 7  | 1  | +6 | 7 | Egyenes kieséses szakasz |
| 2.    | Norvégia      | 3 | 1  | 2 | 0 | 6  | 5  | +1 | 5 | Egyenes kieséses szakasz |
| 3.    | Izland        | 3 | 0  | 2 | 1 | 2  | 3  | −1 | 2 |                          |
| 4.    | Görögország   | 3 | 0  | 1 | 2 | 4  | 10 | −6 | 1 |                          |

| 2023. július 4. 18:00 |

| Norvégia                                              | 5–4               | Görögország                                            |
| ----------------------------------------------------- | ----------------- | ------------------------------------------------------ |
| Roaldsøy 6' Ødegård 15' 44' Flataker 18' Skogvold 36' | (5–0) Jegyzőkönyv | Dzímasz 51' 81' Sztavrópulosz 80' Kalojerópulosz 90+5' |

| Centenary Stadion, Ta’ Qali Nézőszám: 586 Játékvezető: Joonas Jaanovits (észt) |

| 2023. július 4. 21:15 |

| Izland             | 1–2               | Spanyolország               |
| ------------------ | ----------------- | --------------------------- |
| Þorsteinsson 90+1' | (0–1) Jegyzőkönyv | Gasiorowski 16' Barberà 47' |

| Centenary Stadion, Ta’ Qali Nézőszám: 753 Játékvezető: Bogár Gergő (magyar) |

| 2023. július 7. 18:00 |

| Görögország | 0–5               | Spanyolország                                      |
| ----------- | ----------------- | -------------------------------------------------- |
|             | (0–4) Jegyzőkönyv | Barberà 11' 45+1' Ángel 14' Palacios 17' Casas 57' |

| Gozo Stadion, Xewkija Nézőszám: 479 Játékvezető: Yigal Frid (izraeli) |

| 2023. július 7. 21:00 |

| Izland          | 1–1               | Norvégia                |
| --------------- | ----------------- | ----------------------- |
| Guðmundsson 89' | (0–0) Jegyzőkönyv | Roaldsøy 65' (11-esből) |

| Tony Bezzina Stadion, Paola Nézőszám: 532 Játékvezető: Juxhin Xhaja (albán) |

| 2023. július 10. 21:00 |

| Görögország | 0–0               | Izland |
| ----------- | ----------------- | ------ |
|             | (0–0) Jegyzőkönyv |        |

| Tony Bezzina Stadion, Paola Nézőszám: 324 Játékvezető: Sven Jablonski (német) |

| 2023. július 10. 21:00 |

| Spanyolország | 0–0               | Norvégia |
| ------------- | ----------------- | -------- |
|               | (0–0) Jegyzőkönyv |          |

| Nemzeti Stadion, Ta’ Qali Nézőszám: 704 Játékvezető: Yael Falcón (argentin) |

## Egyenes kieséses szakasz
|  |                       |               |             |                       |   |            |            |       |
|  | Elődöntők             | Elődöntők     | Elődöntők   |                       |   | Döntő      | Döntő      | Döntő |
|  | Elődöntők             | Elődöntők     | Elődöntők   |                       |   | Döntő      | Döntő      | Döntő |
|  | július 13. – Paola    |               |             |                       |   |            |            |       |
|  |                       |               |             |                       |   |            |            |       |
|  | B1                    | Portugália    | 5           |                       |   |            |            |       |
|  | B1                    | Portugália    | 5           | július 16. – Ta’ Qali |   |            |            |       |
|  | A2                    | Norvégia      | 0           |                       |   |            |            |       |
|  | A2                    | Norvégia      | 0           |                       |   | Portugália | Portugália | 0     |
|  | július 13. – Ta’ Qali |               |             |                       |   | Portugália | Portugália | 0     |
|  |                       |               | Olaszország | Olaszország           | 1 |            |            |       |
|  | A1                    | Spanyolország | Olaszország | Olaszország           | 1 | 2          |            |       |
|  | A1                    | Spanyolország |             |                       |   |            |            |       |
|  | B2                    | Olaszország   | 3           |                       |   |            |            |       |
|  | B2                    | Olaszország   | 3           |                       |   |            |            |       |
|  |                       |               |             |                       |   |            |            |       |

### Elődöntők
| 2023. július 13. 18:00 |

| Portugália                                               | 5–0               | Norvégia |
| -------------------------------------------------------- | ----------------- | -------- |
| Sá 6' H. Félix 17' (11-esből) Ribeiro 31' 66' Borges 69' | (3–0) Jegyzőkönyv |          |

| Tony Bezzina Stadion, Paola Nézőszám: 709 Játékvezető: Yael Falcón (argentin) |

| 2023. július 13. 21:00 |

| Spanyolország               | 2–3             | Olaszország                        |
| --------------------------- | --------------- | ---------------------------------- |
| Barberà 58' Gasiorowski 74' | (–) Jegyzőkönyv | Vignato 52' Pisilli 66' Lipani 85' |

| Nemzeti Stadion, Ta’ Qali Nézőszám: 1712 Játékvezető: Yigal Frid (izraeli) |

### Döntő
| 2023. július 16. 21:00 |

| Portugália | 0–1               | Olaszország |
| ---------- | ----------------- | ----------- |
|            | (0–1) Jegyzőkönyv | Kayode 19'  |

| Nemzeti Stadion, Ta’ Qali Játékvezető: Sven Jablonski (német) |

| 2023-as U19-es labdarúgó-Európa-bajnokság bajnoka: |
| -------------------------------------------------- |
| Olaszország 4. cím                                 |

## Gólszerzők
4 gólos
- Víctor Barberà

3 gólos
| - Hugo Félix | - Rodrigo Ribeiro |  |

2 gólos
| - Sztéfanosz Dzímasz - Luca Lipani - Samuele Vignato - Niklas Ødegård | - Alwande Roaldsøy - Igor Strzałek - Gabi Brás - João Gonçalves | - Gustavo Sá - Yarek Gasiorowski |  |

1 gólos
| - Aléxiosz Kalojerópulosz - Hrísztosz Sztavrópulos - Eggert Aron Guðmundsson - Ágúst Orri Þorsteinsson - Michael Olabode Kayode - Luca D'Andrea - Francesco Pio Esposito | - Luis Hasa - Cher Ndour - Niccolò Pisilli - Basil Tuma - Erik Flataker - Henrik Skogvold - Tomasz Pieńko | - Carlos Borges - Miguel Falé - Manuel Ángel - Arnau Casas - César Palacios |  |

## A torna csapat
| Kapus           | Védők                                                         | Középpályások                           | Csatárok                                |
| --------------- | ------------------------------------------------------------- | --------------------------------------- | --------------------------------------- |
| Gonçalo Ribeiro | Filippo Missori Alessandro Dellavalle Gabriel Brás Álex Valle | Niklas Ødegård César Palacios Luis Hasa | Hugo Félix Víctor Barberà Carlos Borges |